# Grand Prix moto de France 1979
Le Grand Prix moto de France 1979 est la treizième manche du Championnat du monde de vitesse moto 1979. La compétition s'est déroulée du 31 août  au 2 septembre 1979 sur le circuit Bugatti au Mans. C'est la 45e édition du Grand Prix moto de France et la 23e édition comptant pour le championnat du monde.

## Résultats des 500 cm³
| Pos | Pilote           | Moto   | Temps/Écart     | Points |
| --- | ---------------- | ------ | --------------- | ------ |
| 1   | Barry Sheene     | Suzuki | 48 min 06 s 800 | 15     |
| 2   | Randy Mamola     | Suzuki | +2 s 400        | 12     |
| 3   | Kenny Roberts    | Yamaha | +13 s 890       | 10     |
| 4   | Franco Uncini    | Suzuki | +19 s 710       | 8      |
| 5   | Johnny Cecotto   | Yamaha | +20 s 020       | 6      |
| 6   | Philippe Coulon  | Suzuki | +20 s 660       | 5      |
| 7   | Steve Parrish    | Suzuki | +56 s 320       | 4      |
| 8   | Michel Rougerie  | Suzuki | +1 min 14 s 070 | 3      |
| 9   | John Woodley     | Suzuki | Dans le tour    | 2      |
| 10  | Peter Sjostrom   | Suzuki | Dans le tour    | 1      |
| 11  | Seppo Rossi      | Suzuki | Dans le tour    |        |
| 12  | Henk de Vries    | Suzuki | Dans le tour    |        |
| 13  | Hervé Guilleux   | Rieju  | Dans le tour    |        |
| 14  | Gianni Rolando   | Suzuki | Dans le tour    |        |
| 15  | Roberto Pietri   | Suzuki | Dans le tour    |        |
| Nc. | Virginio Ferrari | Suzuki | Non classé      |        |
|     |                  |        | Abandonne       |        |

## Résultats des 350 cm³
| Pos | Pilote            | Moto     | Temps | Points |
| --- | ----------------- | -------- | ----- | ------ |
| 1   | Patrick Fernandez | Yamaha   | ?     | 15     |
| 2   | Roland Freymond   | Yamaha   | + ?   | 12     |
| 3   | Walter Villa      | Yamaha   | + ?   | 10     |
| 4   | Hervé Guilleux    | BUT      | + ?   | 8      |
| 5   | Kork Ballington   | Kawasaki | + ?   | 6      |
| 6   | Michel Rougerie   | Rieju    | + ?   | 5      |
| 7   | Paolo Pileri      | Rieju    | + ?   | 4      |
| 8   | Jeffrey Sayle     | Yamaha   | + ?   | 3      |
| 9   | Joey Dunlop       | Yamaha   | + ?   | '2     |
| 10  | Alan North        | Yamaha   | + ?   | 1      |
| 11  | ...               | ...      |       |        |

## Résultats des 250 cm³
| Pos | Pilote              | Moto     | Temps           | Points |
| --- | ------------------- | -------- | --------------- | ------ |
| 1   | Kork Ballington     | Kawasaki | 41 min 52 s 600 | 15     |
| 2   | Greg Hansford       | Kawasaki | +26 s 570       | 12     |
| 3   | Patrick Fernandez   | Yamaha   | +40 s 140       | 10     |
| 4   | Randy Mamola        | Yamaha   | +52 s 220       | 8      |
| 5   | Anton Mang          | Kawasaki | +53 s 210       | 6      |
| 6   | Jean-François Baldé | Kawasaki | +55 s 210       | 5      |
| 7   | Eric Saul           | Yamaha   | +55 s 540       | 4      |
| 8   | Olivier Chevallier  | Yamaha   | +1 min 12 s 860 | 3      |
| 9   | Richard Hubin       | Yamaha   | +1 min 23 s 900 | 2      |
| 10  | Roland Freymond     | Yamaha   | +1 min 24 s 180 | 1      |
| 11  | ...                 | ...      |                 |        |

## Résultats des 125 cm³
| Pos | Pilote             | Moto       | Temps | Points |
| --- | ------------------ | ---------- | ----- | ------ |
| 1   | Guy Bertin         | Motobécane |       | 15     |
| 2   | Ricardo Tormo      | Bultaco    |       | 12     |
| 3   | Pier Paolo Bianchi | Minarelli  |       | 10     |
| 4   | ...                | ...        |       | 8      |

## Résultats des 50 cm³
| Pos | Pilote             | Moto     | Temps | Points |
| --- | ------------------ | -------- | ----- | ------ |
| 1   | Eugenio Lazzarini  | Kreidler | ?     | 15     |
| 2   | Stefan Dörflinger  | Kreidler | + ?   | 12     |
| 3   | Rolf Blatter       | Kreidler | + ?   | 10     |
| 4   | Henk van Kessel    | Rieju    | + ?   | 8      |
| 5   | Rainer Scheidhauer | Kreidler | + ?   | 6      |
| 6   | Jacques Hutteau    | ABF      | + ?   | 5      |
| 7   | E. Saffioti        | Rieju    | + ?   | 4      |
| 8   | Patrick Plisson    | ABF      | + ?   | 3      |
| 9   | Wolfgang Müller    | Kreidler | + ?   | 2      |
| 10  | Hagen Klein        | Rieju    | + ?   | 1      |
| 11  | ...                | ...      | + ?   |        |